# Prix Du Maurier
Le prix Du Maurier était un prix littéraire canadien qui était décerné à une œuvre poétique. Il fut créé en 1962 par M. Henri W. Joly, président de la firme B. Houde et Grothé. Le nom provient de la marque de cigarettes du Maurier.

## Lauréats
- 1962 - Odette Fontaine - Les Joies atroces
- 1963 - Gatien Lapointe - Ode au Saint-Laurent''
- 1964 - Paul Chamberland - Terre-Québec, et Gemma Tremblay - Cuivres et violons marins
- 1965 - Marie Laberge - Halte, et François Piazza - Les Chants de l'Amérique
- 1966 - Gilbert Langevin - Un peu plus d'ombre au dos de la falaise
- 1967 - Reine Malouin - Mes racines sont là
- 1968 - Pierre Morency - Poèmes de la froide merveille de vivre
- 1969 - Aucun lauréat
- 1970 - Suzanne Paradis - L'Œuvre de Pierre